# Kota (Rádzsasztán)
Kota (kiejtve: Kótá, hindi: कोटा) város India északnyugati részén, Rádzsasztán államban. Lakossága 1 millió fő volt 2011-ben.
Regionális gazdasági központ. Jelentősebb a környék mezőgazdasági termékeinek feldolgozása (gyapot, köles, búza, olajos magvak stb.), a műtrágyagyártás, vegyipar, textilipar, kézművesség. A várostól DNy-ra atomerőmű működik.

## Látnivalók
- A Városi Palota a Csambal folyó partján. 1625-ből származik.
- A város közepén levő Kisórszágar-tóban a bájos Dzsag Mandir szigetpalota.
- Umed Bhawan palota. Ma szállodaként működik.
- Ráv Mádho Szigh Múzeum. Az egykori uralkodók tárgyainak gyűjteménye.

Búndí a várostól 35 km-re ÉNy-ra. 

## Galéria

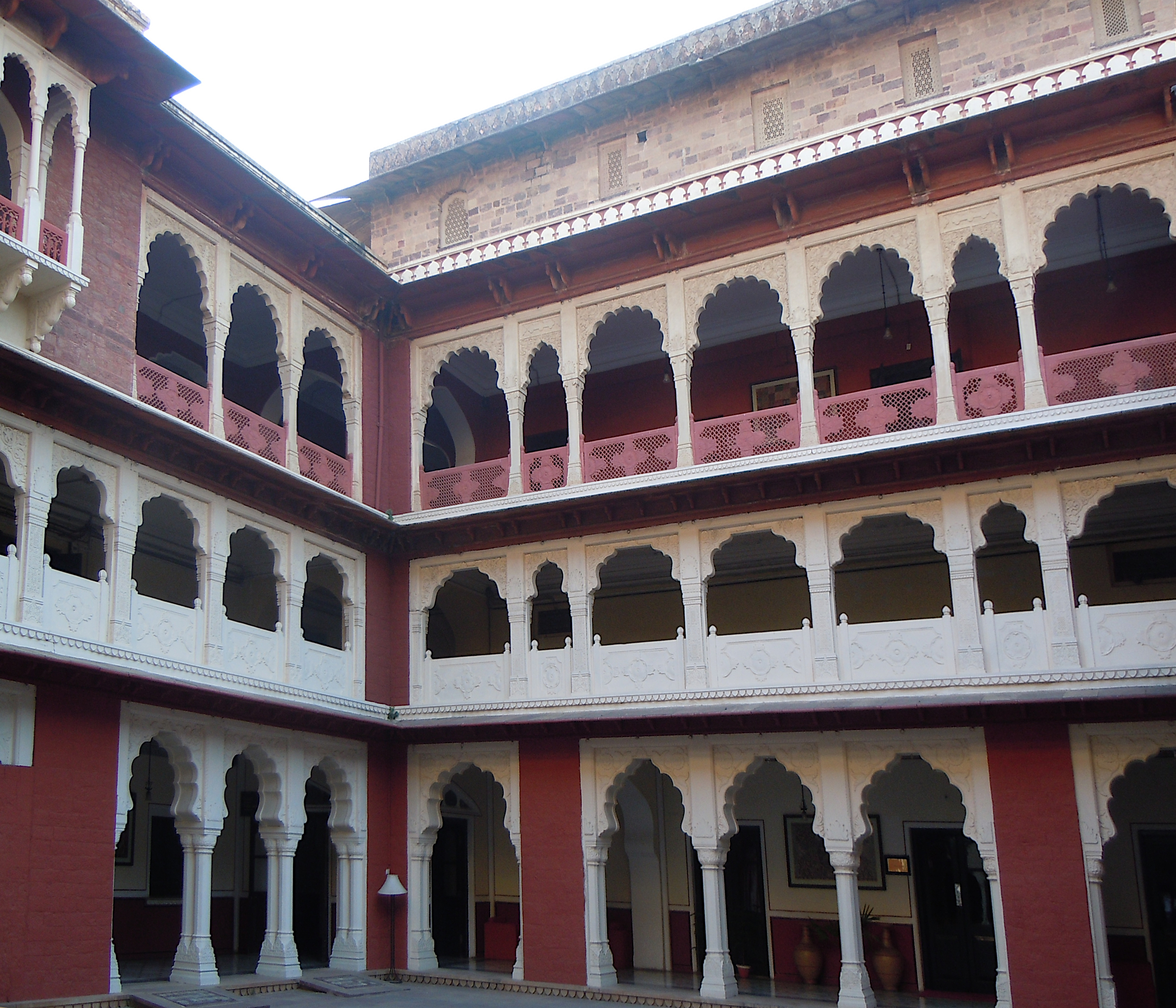
Umed Bhawan palota
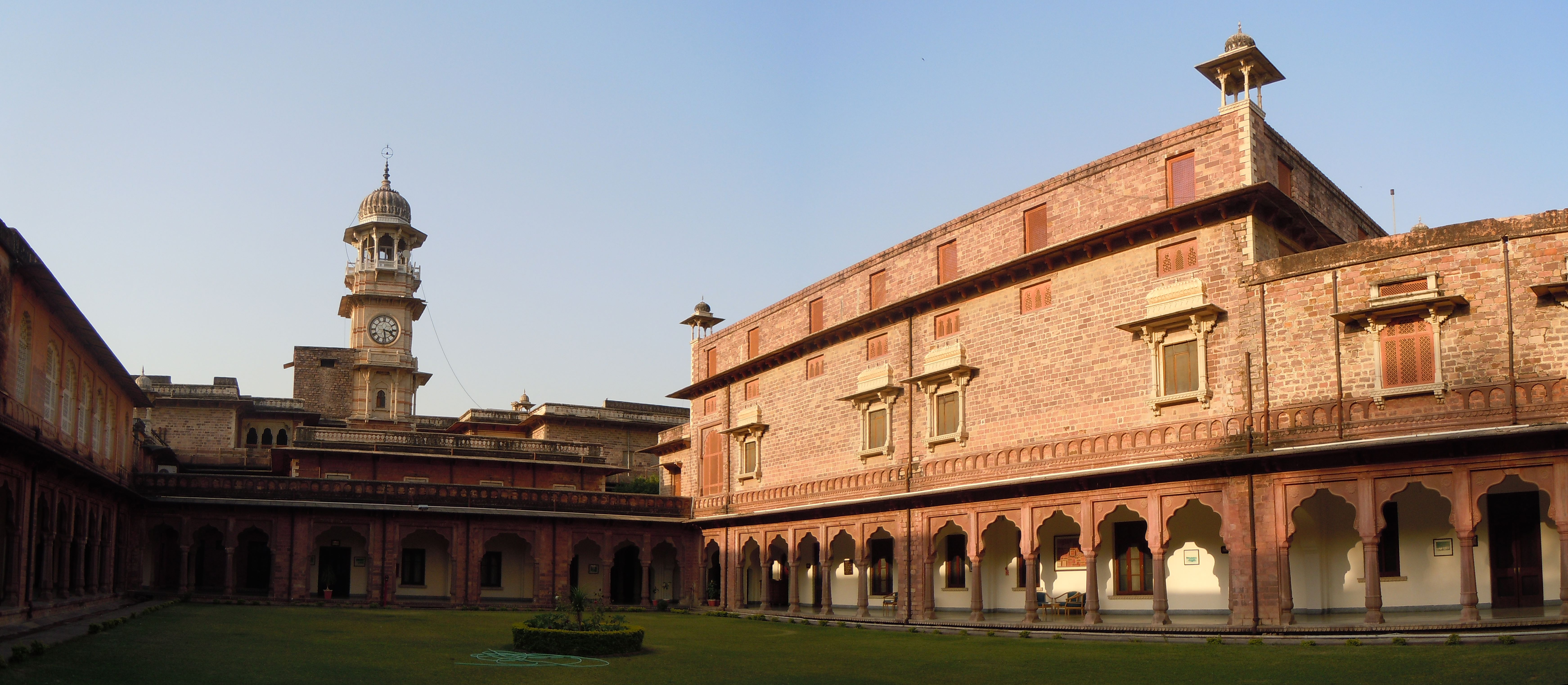
Umed Bhawan belső udvara
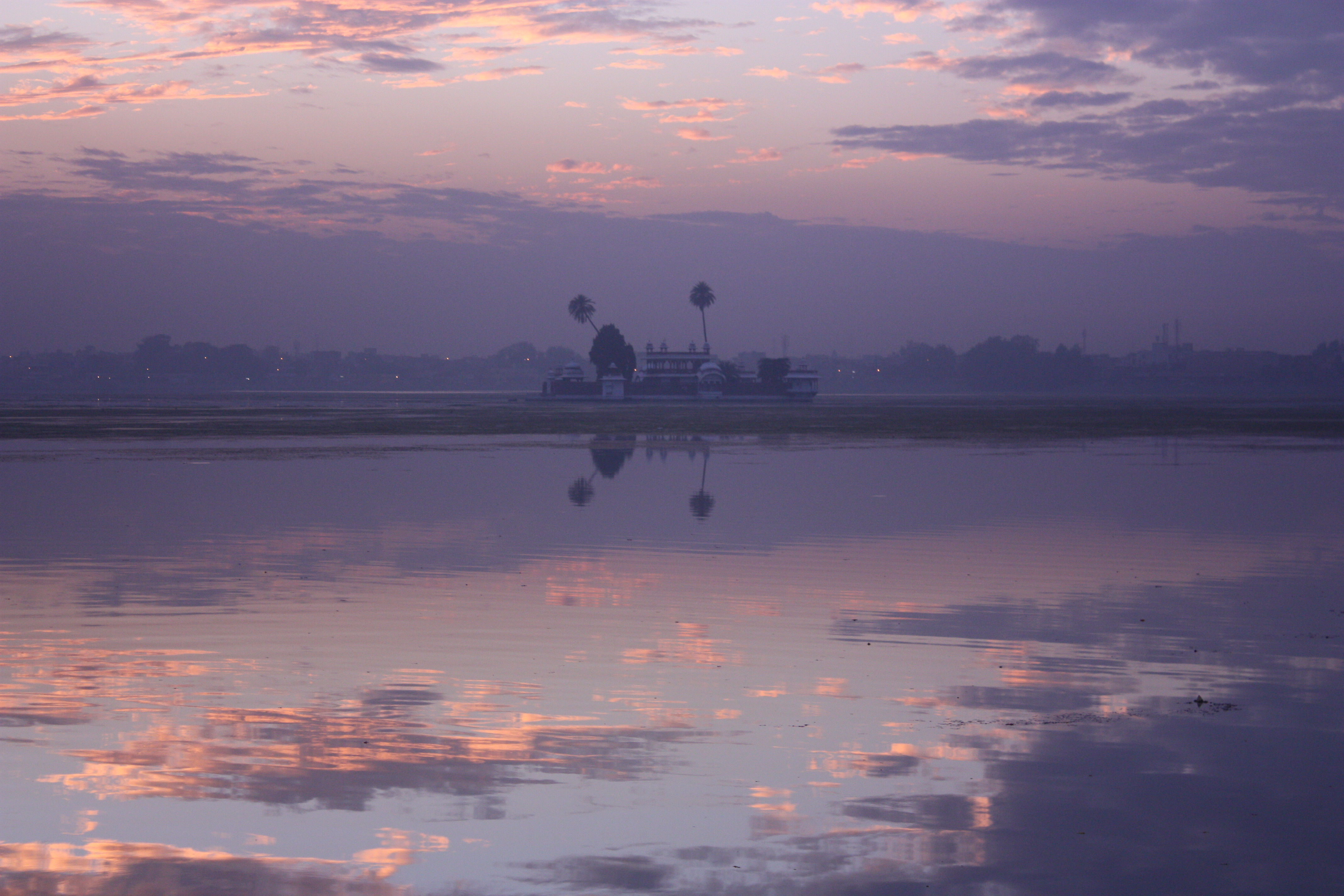
Dzsag Mandir
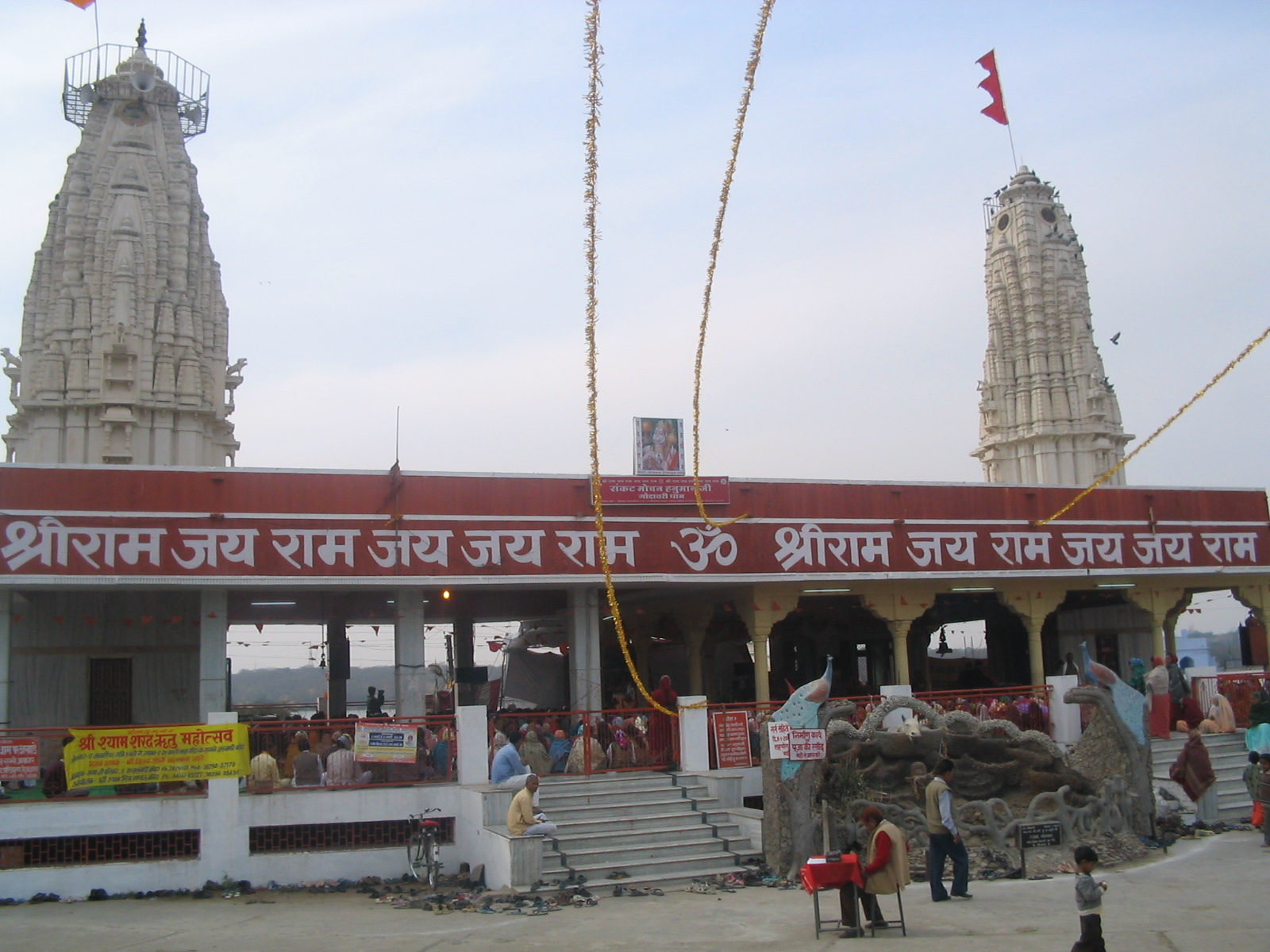
Godavari templom

## Fordítás
- Ez a szócikk részben vagy egészben  a   Kota, Rajasthan című angol Wikipédia-szócikk fordításán alapul.  Az eredeti cikk szerkesztőit annak laptörténete sorolja fel. Ez a jelzés csupán a megfogalmazás eredetét és a szerzői jogokat jelzi, nem szolgál a cikkben szereplő információk forrásmegjelöléseként.